# Erich Ebert (Schauspieler)
Erich Ebert (* 9. November 1922 in Köln; † 25. November 2000 in München) war ein deutscher Schauspieler, Synchronsprecher, Synchronautor und Dialogregisseur.

## Leben und Karriere
Erich Ebert nahm in den Jahren 1945/46 Schauspielunterricht bei Albert Florath. 1951 wirkte er in der amerikanischen Kinoproduktion Entscheidung vor Morgengrauen mit, die in Deutschland gedreht wurde, 1957 hatte er einen kurzen Auftritt in Der Arzt von Stalingrad. Vor der Kamera trat er danach aber sehr selten in Erscheinung und vielen Zuschauern dürfte deshalb nur seine charismatische Synchronstimme bekannt sein, vor allem durch die Rolle des Inspektors in der Zeichentrickserie Der rosarote Panther, in der er auch als tollpatschiger Kranich Crazylegs Crane zu hören war. Große Bekanntheit erlangte er außerdem als Sprecher von Daffy Duck in Bugs Bunnys wilde, verwegene Jagd, als deutsche Stimme von Ray Walston (Onkel Martin) in der Fernsehserie Mein Onkel vom Mars und der Fingertiere (Maus, Schnecke u. a.) in der beliebten Kinderserie Kli-Kla-Klawitter. Im Abenteuervierteiler Der Seewolf und in der Serie Western von gestern konnte man ihn ebenso hören wie im Mehrteiler Mein Freund Winnetou. In der Episode Geist sucht Körper der Kultserie Raumschiff Enterprise sprach er kurzzeitig Leonard Nimoy als Mr. Spock. Im US-Spielfilm Geheimbund Schwarze Legion synchronisierte er Leinwand-Legende Humphrey Bogart.
Er übernahm im Laufe seiner Karriere aber nicht nur hunderte Synchronrollen, sondern schrieb auch unzählige Dialogbücher bzw. führte Synchronregie, wie z. B. bei den Abenteuer-Mehrteilern Abenteuer in den Tropen (1966), Mathias Sandorf (1979) und bekannten Serien wie Indian River, Der Marshal von Cimarron, Flambards, Bonanza, S.O.S. – Charterboot, Die Follyfoot-Farm oder Die Leute von der Shiloh Ranch. Große Anerkennung erntete er für die deutsche Bearbeitung bedeutender internationaler Produktionen im Rahmen der ZDF-Sendereihe „Der besondere Film“, wie etwa Das Wort von Carl Theodor Dreyer; Zeit der Träumereien, Feuerwehrgasse 25 und Vertrauen von István Szabó; Guten Morgen von Ozu Yasujirō und die Andrzej-Wajda-Filme Die unschuldigen Zauberer, Samson, Landschaft nach der Schlacht, Der Mann aus Marmor und Der Dirigent. Ebenfalls zu erwähnen sind die deutschen Fassungen von Mr. Smith geht nach Washington, Der Uhrmacher von St. Paul und die Erstbearbeitungen von Bruder Sonne, Schwester Mond und Der Bunker.
Außerdem war Erich Ebert in den 1970er und frühen 1980er Jahren der deutsche Sprecher bei den Übertragungen der Oscar-Verleihung und Off-Sprecher in zahlreichen Kultursendungen im Bayerischen Fernsehen.

## Filmografie (Auswahl)
- 1958: Der Arzt von Stalingrad
- 1963: Der Hexer; Synchronstimme von Benny